# Scolopax saturata
La beccaccia delle Indie Orientali (Scolopax saturata Horsfield, 1821) è un uccello della famiglia degli Scolopacidi (ordine Charadriiformes).

## Distribuzione e habitat
Questa beccaccia vive in Indonesia, nelle foreste montane e umide delle isole di Giava, Sumatra e Nuova Guinea.